# 제71회 베네치아 국제 영화제
제71회 베네치아 국제 영화제는 2014년 8월 27일에 열린 시상식이다. 2014년 8월 27일부터 9월 6일까지 이탈리아 베니스에서 개최되었다. 이 페스티벌은 알레한드로 곤살레스 이냐리투의 영화 버드맨 (영화)으로 개막했으며 허안화의 드라마 영화 황금시대 (2014년 영화)로 폐막되었다. 이탈리아 여배우 루이자 라니에리가 축제의 개막식과 폐막식을 주최했다. 황금사자상은 로이 안데르손 감독의 스웨덴 영화 '비둘기, 가지에 앉아 존재를 성찰하다', 심사위원상은 조슈아 오펜하이머의 '침묵의 시선'이 수상했다.
미국 영화제작자 셀마 스쿤메이커와 프레더릭 와이즈먼이 평생공로상 황금사자상을 수상했다. 프랑스 작곡가 알렉상드르 데스플라가 주요 콩쿠르 부문 심사위원장을 맡았다.
페스티벌 포스터는 프랑수아 트뤼포의 1959년 드라마 영화 400번의 구타에서 장피에르 레오가 연기한 안토니 도니엘(Antoine Doinel)의 캐릭터를 특징으로 하는 트뤼포에게 경의를 표했다.

## 수상 및 후보

### 황금사자상
- 비둘기, 가지에 앉아 존재를 성찰하다 - 로이 앤더슨 수상

### 은사자상-감독상
- 더 포스트맨즈 화이트 나잇츠 - 안드레이 콘찰로프스키 수상

### 심사위원대상
- 더 룩 오브 사일런스 - 조슈아 오펜하이머 수상

### 볼피컵 여우주연상
- 헝그리 하츠(굶주린 마음) - 알바 로르와처 수상

### 볼피컵 남우주연상
- 헝그리 하츠(굶주린 마음) - 아담 드라이버 수상

### 심사위원특별상
- 시바스 - 칸 무제시 수상

### 명예 황금사자상
- 델마스쿤마커 수상
- 프레더릭 와이즈먼 수상

### 예거 르쿨투르 감독상
- 제임스 프랭코 수상

### 각본상
- 게스 하 - 락샨 바니 에테마드 수상

### 마르첼로 마스트로얀니 상
로맹 바울 수상

### 미래의 사자상
- 코트 - 차이타이나 탐하네 수상

### 오리종티 상-작품상
- 코트 - 차이타니아 탐하네 수상

### 오리종티 상-단편
- 마리암 - 시디 살레 수상

### 오리종티 상-심사위원특별상
- 벨루스콘. 운나 스토리아 시실리아나 - 프랑코 마레스코 수상

### 오리종티 상-감독상
- 티브 - 나지 아부 노워 수상

### 오리종티 상-특별 연기자상
- 디즈 아 더 룰즈 - 에밀 하드지하피즈베고빅 수상

### 오리종티 상-유럽단편상
- 팻-레헴(데일리 브레드) - 이단 휴벨 수상

### 로레알 파리 영화 상
- 발렌티나 코르티 수상

### PERSOL 상
- 프랜시스 맥도맨드 수상

### 베니스 클래식 상 - RESTORED
- 특별한 날 - 에토레 스콜라 수상

### 경쟁부문
- 자유의 언덕 - 홍상수
- 더 컷 - 파티 아킨
- 비둘기, 가지에 앉아 존재를 성찰하다 - 로이 앤더슨
- 99 홈스 - 라민 바흐러니
- 게스 하 - 락샨 바니 에테마드
- 라 랑콘 드 라 글로리 - 자비에 보브와
- 헝그리 하츠 - 사베리오 코스탄조
- 르 데르니에 코웁 드 마르토 - 알릭스 델라포르트
- 파솔리니 - 아벨 페라라
- 맹글혼 - 데이빗 고든 그린
- 버드맨 - 알레한드로 곤잘레스 이냐리투
- 쓰리 하트 - 브누와 쟉꼬
- 더 포스트맨즈 화이트 나잇츠 - 안드레이 콘찰로프스키
- 일 조바네 파볼로소 - 마리오 마르토네
- 시바스 - 칸 무제시
- 아니메 네레 - 프란체스코 문지
- 굿 킬 - 앤드류 니콜
- 로인 데스 옴므즈 - 다비드 오엘호펜
- 더 룩 오브 사일런스 - 조슈아 오펜하이머
- 노비(영어판) - 츠카모토 신야
- 레드 암네시아 - 왕 샤오슈아이

### 비경쟁부문
- 화장 - 임권택
- WORDS WITH GODS - 길예르모 아리아가 외 8명
- 쉬즈 퍼니 댓 웨이 - 피터 보그다노비치
- 디어리스트 - 진가신
- OLIVE KITTERIDGE - 리사 촐로덴코
- 베링 더 엑스 - 죠 단테
- 페레즈. - 에도아르도 데 안젤리스
- 라 주파 델 데모니오 - 다비데 페라리오
- 더 사운드 앤 더 퓨리 - 제임스 프랭코
- TSILI - 아모스 기타이
- 라 트라타티바 - 사비나 구잰티
- 황금시대 - 허안화
- 더 험블링 - 베리 레빈슨
- 디 올드 맨 오브 벨렘 - 마뇰 드 올리베이라
- 이탈리아 인 어 데이 - 가브리엘 살바토레
- 인 더 베이스먼트 - 울리히 사히들
- 박스트롤 - 안소니 스타치 외 1명
- 님포매니악 볼륨2 - 라스 폰 트리에

### 오리종티 경쟁부문
- 티브 - 나지 아부 노워
- 라인 오브 크레딧 - 살로메 알렉시
- 센자 네쑤나 피에타 - 미셀 알아이퀘
- 심벨린 - 마이클 알메레이다
- LA BAMBINA - 알리 아스가리
- IO STO CON LA SPOSA - ANTONIO AUGUGLIARO 외 2명
- 라이프 유 업 - 라민 바흐러니
- 퍼디낸드 크냅 - 안드레아 발디니
- 라 비타 오세나 - 레나토 드 마리아
- 니어 데스 익스피리언스 - 베누아 델핀 외 1명
- 리얼리티 - 쿠엔틴 듀피욱스
- 굿나잇 마미 - 베로니카 프랜즈 외 1명
- 마드모아젤 - 귀욤 고익스
- 카스틸로 이 엘 아르마도 - 페드로 하레스
- 바이패스 - 듀안 홉킨스
- 레헴 (데일리 브레드) - 이단 휴벨
- THE PRESIDENT - 모흐센 마흐말바프
- 유어 라이트 마인드 - 아미 카난 만
- 벨루스콘. 운나 스토리아 시실리아나 - 프랑코 마레스코
- 라테사 델 마기오 - 시몬느 마씨
- 나밧 - 엘친 굴리예프
- 3/105 - 디에고 오파조 외 1명
- 헤븐 노우즈 왓 - 조슈아 사프디
- 마리암 - 시디 살레
- 자유의 언덕 - 홍상수
- 아트 - 아드리안 시타루
- 디즈 아 더 룰즈 - 오그넨 스빌리치츠
- 에라 아포크리파 - 브랜디 스위니
- 코트 - 차이타니아 탐하네
- 그레이트 히트 - 첸타오
- 캠스 - 칼-요한 베스트레고드
- 인 오버타임 - 라미 야신

### 베니스 클래식
- 애니메이티드 레지스턴스 - 프란체스코 몽타그너 외 1명 수상
- 신부(영어판) - 뤼트피 아카드
- 레드 체어스. 파르마 앤 더 시네마 - 프란체스코 바릴리
- 차이나 이즈 니어 - 마르코 벨로치오
- 무쉐뜨 - 로베르 브레송
- 공포의 대저택 - 잭 클레이튼
- 나는 모스크바를 걷는다 - 게오르기 다네리야
- 움베르토 D - 비토리오 데 시카
- 철가면 - 알랜 드원
- 디 어디언스 - 마코 페레리
- TAIWAN XIN DIANYING - CHINLIN HSIEH
- 노 엔드 - 크지슈토프 키에슬로프스키
- 위드아웃 피티 - 알베르토 라투아다
- MACISTE ALPINO - LUIGI MAGGI 외 1명
- 디 어드벤쳐 오브 어 솔져 - 니노 만프레디
- 아가씨와 건달들 - 조셉 L. 맨키위즈
- 알트만 - 론 만
- 라라미에서 온 사나이 - 안소니 만
- 아를레키노 - 지울리아노 몬탈도
- 토도 모도 - 엘리오 페트리
- 사랑은 존재한다 - 모리스 피알라
- 맥베드 - 로만 폴란스키
- 호프만의 이야기 - 마이클 포웰 외 1명
- GIULIO ANDREOTTI. IL CINEMA VISTO DA VICINO - 타티 산귀네티
- 특별한 날 - 에토레 스콜라
- 그레이트 워먼. 소피아 로렌 - 마르코 스파크놀리
- 프롬 칼리가리 투 히틀러 - 루디거 수크흐스란드
- 온리 쉬 노우즈 - 타카하시 오사무
- GIAN LUIGI RONDI: VITA, CINEMA, PASSIONE - GIORGIO TREVES
- 도둑맞은 키스 - 프랑수아 트뤼포

### 국제 비평가 주간
- 빌라 투마 - 수하 알라프
- 아란체 이 마르텔로 - 디에고 비앙키
- 테레 바튀에 - 스테판 드무스티어
- Agitarsi nel mezzo del nulla - 응우옌 호앙 디엡
- 댄싱 위드 마리아 - 이반 게르골렛
- 멜버른 - 니마 자비디
- 제럼펠트 헤르츠 - 팀 크로거
- 니시제 데테 - 부크 수모빅
- 빈관 - 신 유쿤

### 베니스 데이즈
- 일대일 - 김기덕 수상
- 엘 5 드 타예레스 - 아드리안 비니에즈
- 9 X 10 NOVANTA - 마르코 본파티 외 8명
- 리투르 어 이타크 - 로랑 캉테
- 비포 아이 디서피어 - 숀 크리스틴슨
- 메시 - 알렉스 드 라 이글레시아
- 아이 노스트리 라가찌 - 이바노 데 마테오
- THE SHOW MAS GO ON - 라 디 마티노
- 레스 누이츠 데테 - 마리오 판파니
- 패트리아 - 펠리스 패리나
- 메타모르포세이스 - 크리스토프 오노레
- 비트윈 10 앤 12 - 피터 후겐둔
- SOMEBODY - 미란다 줄라이
- SPARK AND LIGHT - SO YONG KIM
- 더 랙 - 마스베도
- 더 페어웰 파티 - 샤론 메이몬 외 1명
- 파이브 스타 - 키스 밀러
- 더 굽 - 가이 마이힐
- 레이버 오브 러브 - 아딧야 비크람 센굽타
- 데이 해브 이스케이프드 - J.P. 발케파